# Indicatif présent (émission de radio)
Ne doit pas être confondu avec Présent de l'indicatif.
Vous pouvez aider à l'améliorer ou bien discuter des problèmes sur sa page de discussion.
- Il ne cite pas suffisamment ses sources. Vous pouvez indiquer les passages à sourcer avec {{référence nécessaire}} ou {{Référence souhaitée}}, et inclure les références utiles en les liant aux notes de bas de page. (Marqué depuis avril 2025)
- Son texte doit être wikifié : il ne correspond pas à la mise en forme Wikipédia (style, typographie, liens internes, liens entre les wikis, etc.). (Marqué depuis avril 2025)

- Archive Wikiwix
- Bing
- Cairn
- DuckDuckGo
- E. Universalis
- Gallica
- Google
- G. Books
- G. News
- G. Scholar
- Persée
- Qwant
- (zh) Baidu
- (ru) Yandex
- (wd) trouver des œuvres sur Wikidata

Indicatif présent est un ancien magazine radiophonique socioculturel diffusé sur les ondes de la Première Chaîne de Radio-Canada de 1995 à 2006.

## Description
Animée par Marie-France Bazzo, l'émission d'une durée de deux heures et demie était entrecoupée par des bulletins d'informations à l'heure. L'émission était diffusée 10 mois par année, avec une relâche de deux mois durant la saison estivale.
Habituellement enregistrée à Montréal, elle fut diffusée sur l'ensemble du territoire canadien. La dernière demi-heure de l'émission n'était cependant pas retransmise dans les Provinces Maritimes, en raison du décalage horaire.
En mai 2006, Marie-France Bazzo annonçait la fin d'Indicatif présent, après onze ans à l'antenne. L'animatrice, qui avait débuté l'année précédente une émission de télévision, Il va y avoir du sport, sur les ondes de Télé-Québec, désirait se concentrer sur un projet futur : une seconde émission télévisée, Bazzo.tv, dont elle est aussi productrice.
La dernière émission d'Indicatif présent fut présentée le 23 juin 2006. Dans les semaines qui suivirent, la Première chaîne de Radio-Canada remplit la case horaire laissée vacante par un nouveau magazine estival animé par Patrick Masbourian, puis à l'automne par le retour radiophonique de Christiane Charette.

## Chroniqueurs
- Michel C. Auger, politique
- Marie-Christine Blais, revue humoristique de la semaine
- Pierre Bourgault
- Alain Brunet, disques
- Joseph Facal, société et politique
- Louis-Gilles Francoeur, environnement
- Robert Frosi, sports
- Christopher Hall, revue humoristique de la semaine
- Chantal Jolis, livres
- Nicolas Langelier, décryptage de tendances
- René Mailhot, géopolitique
- Frédéric Metz, emballage de produits
- Bernard Michaud, cinéma
- Antoine Robitaille, langue

## Historique
Marie-France Bazzo anime cette émission depuis ses débuts, en 1995. À cette époque, le contenu était essentiellement culturel. Avec les années, il a glissé vers des questions sociales : euthanasie, gestion environnementale, inégalité raciale, etc.
Les thèmes abordés lors de l'émission étaient variés et transcendaient les frontières du Québec et du Canada. Par exemple, au début de 2005, lorsque l'Ontario a accepté de reconnaître certaines décisions rendues par des tribunaux islamistes sur son territoire, une invitée a discuté avec Mme Bazzo des implications de cette décision. Ou encore, toujours en 2005, un médecin français a publié un livre polémique sur les systèmes de santé en Occident ; il était invité à discuter de son point de vue. 

## Source
- la Tribune de Sherbrooke, 12 novembre 2005, p. I3.